# 科博館站
24°09′18″N 120°39′46″E / 24.15500°N 120.66278°E
科博館站是位於臺灣臺中市西區的臺灣大道幹線公車站。2014年8月10日啟用時，為台中BRT藍線車站，2015年7月8日轉型為臺灣大道幹線公車站。

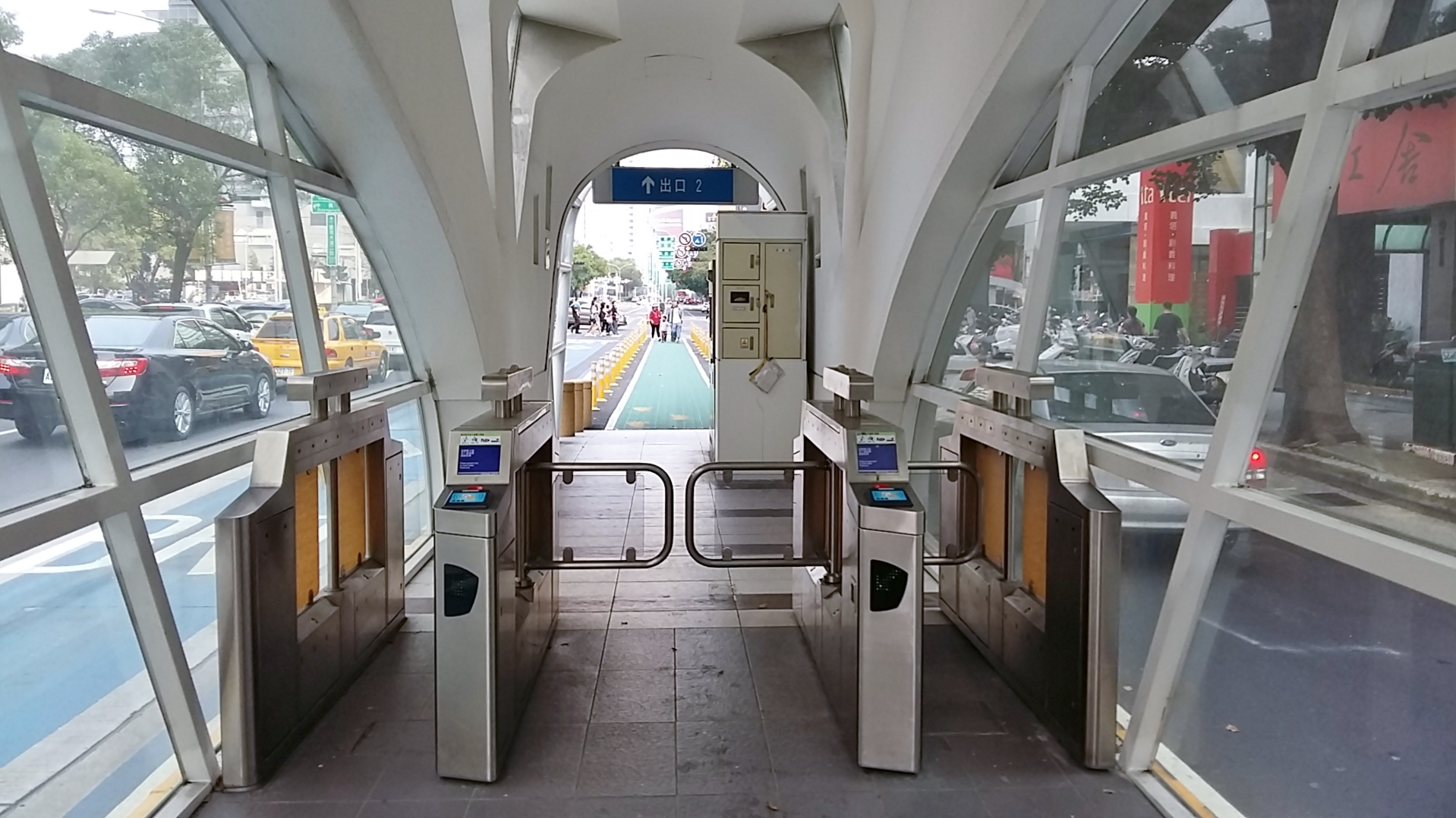
科博館站出口2驗票閘門

西行第二月台尚未拆除欄杆情景

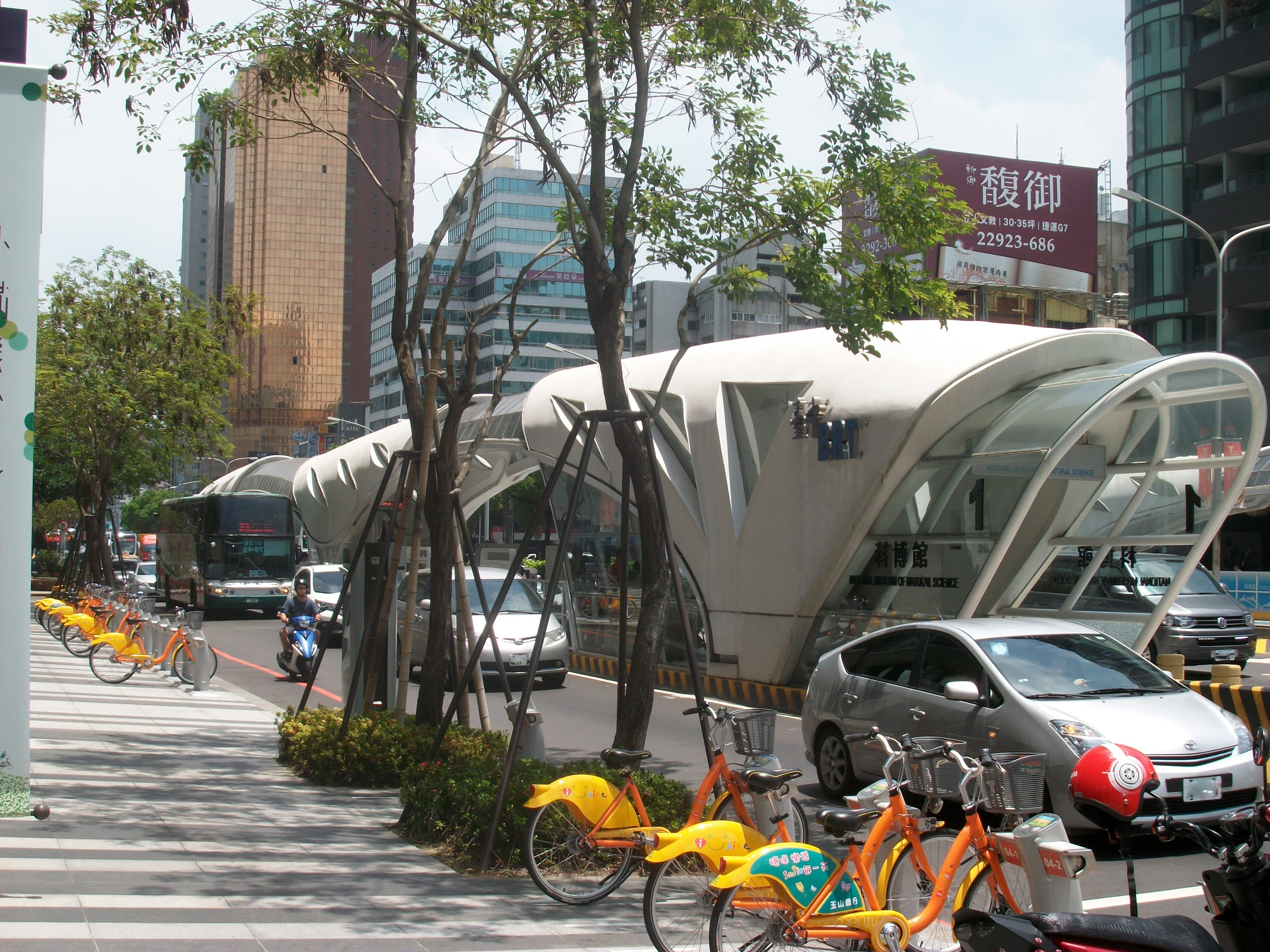
臺中臺灣大道幹線公車站科博館站1號出口與臺中iBike 科博館/金典酒店租賃站場一隅

## 沿革
- 2014年8月10日：BRT藍線科博館站正式啟用。
- 2015年7月8日：臺中市快捷巴士系統廢除後，原藍線車站改為臺中市公車臺灣大道幹線的公車站，有臺中市公車300路、301路、302路、303路、304路、305路、306路、307路、308路停靠本站。[1]
- 2017年5月26日：增停機場接駁公車A2路。[2]
- 2017年7月7日：增停309路公車。[3] [4]

## 車站概要
車站位於臺灣大道二段與美村路與健行路口，BRT車站代碼為A07。
站名取自鄰近的國立自然科學博物館。

## 車站結構
車道配置
| 慢車道       | 臺灣大道二段                       |
| 側式月台     |                                    |
| 公車專用車道 | ←駛往靜宜大學方向（忠明國小站）    |
| 快車道       | 臺灣大道二段                       |
| 快車道       | 臺灣大道二段                       |
| 公車專用車道 | →駛往臺中火車站方向（中正國小站）→ |
| 側式月台     |                                    |
| 慢車道       | 臺灣大道二段                       |

車站出入口
科博館站為兩座地面車站，單向共2處出口，雙向共4處。
- 東行站（往臺中火車站方向）出口設置位置
  - 1號出口：臺灣大道二段美村路口
  - 2號出口：臺灣大道二段中興街口
- 西行站（往靜宜大學方向）出口設置位置
  - 1號出口：臺灣大道二段健行路口
  - 2號出口：臺灣大道二段中興街口

## 車站週邊
- 1號出口：
  - 金典酒店
  - 廣三崇光百貨
  - I Bike 科博館/金典酒店
- 2號出口：
  - 國立自然科學博物館以及植物園
  - 草悟道

## 公車轉乘資訊
- 1號出口：
  - 科學博物館（健行路）：11（左環線，往植物園、臺中一中方向）、70（單邊設站，往綠川東站方向）、77（單邊設站，往慈濟醫院方向）
  - 科學博物館（臺灣大道）： 11（右環線，往市民廣場、美術館、台中教育大學方向）、48（雙邊設站）、70（單邊設站，往領東科技大學方向）、77（單邊設站，往三角埔方向、323（雙邊設站）、324（雙邊設站）、325（雙邊設站）、326（雙邊設站）
  - 廣三SOGO（美村路）：71（雙邊設站）、72（雙邊設站）、159（雙邊設站）
- 2號出口：

目前無公車站牌

## 腳註
1. ↑  公共運輸處於6月18日公佈優化公車專用道9條公車路線圖 （页面存档备份，存于），臺中市交通局，2015-06-22
2. ↑  . news.ltn.com.tw.   [2018-12-27]. （原始内容存档于2019-05-09）.
3. ↑  中時電子報. . 中時電子報.   [2018-12-27]. （原始内容存档于2020-09-23）.
4. ↑  . news.ltn.com.tw.   [2018-12-27]. （原始内容存档于2020-09-22）.
5. ↑  . 技師好康報. 2013年12月6日  [2014-08-26]. （原始内容存档于2014-08-26） （中文（臺灣））.